# White Sulphur Springs (Montana)
White Sulphur Springs is een plaats (city) in de Amerikaanse staat Montana, en valt bestuurlijk gezien onder Meagher County.

## Demografie
Bij de volkstelling in 2000 werd het aantal inwoners vastgesteld op 984.
In 2006 is het aantal inwoners door het United States Census Bureau geschat op 1002, een stijging van 18 (1,8%).

## Geografie
Volgens het United States Census Bureau beslaat de plaats een oppervlakte van
2,4 km², geheel bestaande uit land. White Sulphur Springs ligt op ongeveer 1526 m boven zeeniveau.

## Plaatsen in de nabije omgeving
De onderstaande figuur toont nabijgelegen plaatsen in een straal van 60 km rond White Sulphur Springs.